# Luís Serrão Pimentel
Luís Serrão Pimentel (Lisboa, 1613 - 1679) foi um militar português. Alcançou o posto de Tenente-general da Artilharia, tendo ocupado os cargos de Cosmógrafo-mor (informalmente desde 1641 por impedimento de António de Maris Carneiro, oficialmente a partir de 1644) e de Engenheiro-mor do Reino (1671).

## Biografia
Nasceu em Lisboa em 1613, neto do mercador Jorge Serrão (um cristão-novo), de Évora, e de Isabel da Paz (também cristã-nova), filha de Jorge Serrão Pimentel e de Ana de Tovar e Miranda.
Estudou Letras no Colégio Jesuíta de Lisboa. Aos 19 anos dedicou-se ao estudo de Matemática, Cosmografia e Fortificações, durante 10 anos, tendo frequentado a Aula da Esfera.
No contexto da Guerra da Restauração da independência portuguesa trabalhou nas obras de fortificação das praças-fortes de Évora, Estremoz, Mourão, Portalegre, entre outras no Alentejo. 
A seu pedido, João IV de Portugal fundou, em 1647, a "Aula da Matemática" ou Aula de Fortificação e Arquitetura Militar na Ribeira das Naus, onde lecionou Matemática, Navegação e Arquitetura militar. 
Considerado uma das figuras mais importantes do meio técnico português do século XVII, foi autor da obra "Methodo Lusitanico de Desenhar as fortificaçoens das Praças Regulares e Irregulares...", publicada em 1680, um ano após o seu falecimento.
Foi o pai de Manuel Pimentel, autor da obra "Arte de Navegar" (1699, mas melhor conhecida pela edição de 1712) e de Francisco Pimentel (1652-1706), que o substituiu no cargo de lente de Fortificação da "Aula de Matemática e Fortificação" da Ribeira das Naus em 1679.

## Obras
- Méthodo Lusitânico de desenhar as Fortificações das Praças Regulares e Irregulares (publicação póstuma).